# Cuautitlán Izcalli (region)
Cuautitlán Izcalli (spanska: Región IV Cuautitlán Izcalli) är en region i delstaten Mexiko bildad 2006. Den gränsar till regionerna Atlacomulco och Ixtlahuaca i väst, Tepotzotlán i norr, Tultitlán och Tlalnepantla i ost, samt Naucalpan i syd.
Hela regionen tillhörde tidigare regionen Zumpango, innan det blev en egen region.

## Kommuner i regionen
Dessa tre kommuner ingår i regionen (2020).
- Atizapán de Zaragoza
- Cuautitlán Izcalli
- Nicolás Romero